# موینات
موینات (انگلیسی: Moynat) شرکت کالای لوکس فرانسوی است، که در سال ۱۸۴۹ تأسیس شد.